# عبدالحمید دوگر
عبدالحمید دوگر (انگلیسی: Abdul Hameed Dogar؛ زادهٔ ۲۲ مارس ۱۹۴۴) قاضی اهل پاکستان است. وی از سال ۲۰۰۷ تا ۲۰۰۹ قاضی ارشد پاکستان بوده‌است.